# Sternocoelis marseuli
Sternocoelis marseuli är en skalbaggsart som först beskrevs av Brisout de Barneville 1866.  Sternocoelis marseuli ingår i släktet Sternocoelis och familjen stumpbaggar. Inga underarter finns listade i Catalogue of Life.